# Commonwealth Games 1990/Leichtathletik
Bei den Commonwealth Games 1990 in Auckland wurden in der Leichtathletik zwischen dem 27. Januar und dem 3. Februar insgesamt 42 Wettbewerbe veranstaltet, davon 23 für Männer und 19 für Frauen. Austragungsort war das Mount Smart Stadium.

## Männer

### 100-Meter-Lauf
| Platz | Athlet            | Land | Zeit (s) |
| ----- | ----------------- | ---- | -------- |
| 1     | Linford Christie  | ENG  | 09,93    |
| 2     | Davidson Ezinwa   | NGR  | 10,05    |
| 3     | Bruny Surin       | CAN  | 10,12    |
| 4     | Marcus Adam       | ENG  | 10,14    |
| 5     | Tim Jackson       | AUS  | 10,17    |
| 6     | Abdullahi Tetengi | NGR  | 10,20    |
| 7     | John Regis        | ENG  | 10,22    |
| 8     | Neil de Silva     | TRI  | 10,35    |
| 8     | Osmond Ezinwa     | NGR  | 10,35    |

Finale: 28. Januar
Wind: 3,9 m/s

### 200-Meter-Lauf
| Platz | Athlet            | Land | Zeit (s) |
| ----- | ----------------- | ---- | -------- |
| 1     | Marcus Adam       | ENG  | 20,10    |
| 2     | John Regis        | ENG  | 20,16    |
| 3     | Ade Mafe          | ENG  | 20,26    |
| 4     | Neil de Silva     | TRI  | 20,40    |
| 5     | Davidson Ezinwa   | NGR  | 20,44    |
| 6     | Cyprian Enweani   | CAN  | 20,54    |
| 7     | Paul Greene       | AUS  | 20,58    |
| 8     | Kennedy Ondiek    | KEN  | 20,60    |
| 9     | Abdullahi Tetengi | NGR  | 20,96    |

Finale: 1. Februar
Wind: 2,4 m/s

### 400-Meter-Lauf
| Platz | Athlet          | Land | Zeit (s) |
| ----- | --------------- | ---- | -------- |
| 1     | Darren Clark    | AUS  | 44,60    |
| 2     | Samson Kitur    | KEN  | 44,88    |
| 3     | Simon Kipkemboi | KEN  | 44,93    |
| 4     | Robert Stone    | AUS  | 45,25    |
| 5     | Devon Morris    | JAM  | 45,68    |
| 6     | Mark Garner     | AUS  | 46,10    |
| 7     | Grant Gilbert   | NZL  | 46,18    |
| 8     | Stephen Mwanzia | KEN  | 46,35    |
| 9     | Todd Bennett    | ENG  | 46,64    |

Finale: 28. Januar

### 800-Meter-Lauf
| Platz | Athlet          | Land | Zeit (min) |
| ----- | --------------- | ---- | ---------- |
| 1     | Sammy Tirop     | KEN  | 1:45,98    |
| 2     | Nixon Kiprotich | KEN  | 1:46,00    |
| 3     | Matthew Yates   | ENG  | 1:46,62    |
| 4     | Brian Whittle   | SCO  | 1:46,85    |
| 5     | Ikem Billy      | ENG  | 1:47,16    |
| 6     | Sebastian Coe   | ENG  | 1:47,24    |
| 7     | Tom McKean      | SCO  | 1:47,27    |
| 8     | Simon Doyle     | AUS  | 1:48,06    |
| 9     | Robert Kibet    | KEN  | 1:48,57    |

Finale: 1. Februar

### 1500-Meter-Lauf
| Platz | Athlet                | Land | Zeit (min) |
| ----- | --------------------- | ---- | ---------- |
| 1     | Peter Elliott         | ENG  | 3:33,39    |
| 2     | Wilfred Oanda Kirochi | KEN  | 3:34,41    |
| 3     | Peter O’Donoghue      | NZL  | 3:35,14    |
| 4     | Simon Doyle           | AUS  | 3:35,70    |
| 5     | Tony Morrell          | ENG  | 3:35,87    |
| 6     | William Tanui         | KEN  | 3:37,77    |
| 7     | Joseph Chesire        | KEN  | 3:40,58    |
| 8     | Mbiganyi Thee         | BOT  | 3:44,34    |

Finale: 3. Februar

### 5000-Meter-Lauf
| Platz | Athlet          | Land | Zeit (min) |
| ----- | --------------- | ---- | ---------- |
| 1     | Andrew Lloyd    | AUS  | 13:24,86   |
| 2     | John Ngugi      | KEN  | 13:24,94   |
| 3     | Ian Hamer       | WAL  | 13:25,63   |
| 4     | Kerry Rodger    | NZL  | 13:26,79   |
| 5     | Moses Tanui     | KEN  | 13:28,31   |
| 6     | Paul Williams   | CAN  | 13:33,68   |
| 7     | Mark Rowland    | ENG  | 13:35,69   |
| 8     | Patrick Carroll | AUS  | 13:48,16   |

Finale: 1. Februar

### 10.000-Meter-Lauf
| Platz | Athlet        | Land | Zeit (min) |
| ----- | ------------- | ---- | ---------- |
| 1     | Eamonn Martin | ENG  | 28:08,57   |
| 2     | Moses Tanui   | KEN  | 28:11,56   |
| 3     | Paul Williams | CAN  | 28:12,71   |
| 4     | Gary Staines  | ENG  | 28:13,62   |
| 5     | Joseph Kibor  | KEN  | 28:27,56   |
| 6     | Peter Brett   | AUS  | 28:37,16   |
| 7     | Kerry Rodger  | NZL  | 28:46,55   |
| 8     | Paul McCloy   | CAN  | 29:02,21   |

27. Januar

### Marathon
| Platz | Athlet             | Land | Zeit (h) |
| ----- | ------------------ | ---- | -------- |
| 1     | Douglas Wakiihuri  | KEN  | 2:10:27  |
| 2     | Steve Moneghetti   | AUS  | 2:10:34  |
| 3     | Simon Robert Naali | TAN  | 2:10:38  |
| 4     | Steve Jones        | WAL  | 2:12:44  |
| 5     | Ibrahim Hussein    | KEN  | 2:13:20  |
| 6     | Daniel Nzioka      | KEN  | 2:13:27  |
| 7     | Rex Wilson         | NZL  | 2:13:48  |
| 8     | Geoff Wightman     | ENG  | 2:14:16  |

30. Januar

### 30km Gehen
| Platz | Athlet               | Land | Zeit (h) |
| ----- | -------------------- | ---- | -------- |
| 1     | Guillaume Leblanc    | CAN  | 2:08:28  |
| 2     | Andrew Jachno        | AUS  | 2:09:09  |
| 3     | Ian McCombie         | ENG  | 2:09:20  |
| 4     | François Lapointe    | CAN  | 2:12:41  |
| 5     | Mark Easton          | ENG  | 2:14:52  |
| 6     | Christopher Maddocks | ENG  | 2:15:07  |
| 7     | Simon Baker          | AUS  | 2:19:55  |
| 7     | Paul Copeland        | AUS  | 2:19:55  |

2. Februar

### 110-Meter-Hürdenlauf
| Platz | Athlet           | Land | Zeit (s) |
| ----- | ---------------- | ---- | -------- |
| 1     | Colin Jackson    | WAL  | 13,08    |
| 2     | Tony Jarrett     | ENG  | 13,34    |
| 3     | David Nelson     | ENG  | 13,54    |
| 4     | Hugh Teape       | ENG  | 13,58    |
| 5     | Nigel Walker     | WAL  | 13,78    |
| 6     | Kyle Vander Kuyp | AUS  | 14,07    |
| 7     | Akwasi Abrefa    | GHA  | 14,12    |
| 8     | Grant McNeil     | NZL  | 14,20    |
| 9     | Tim Soper        | NZL  | 14,28    |

Finale: 28. Januar
Wind: 0,5 m/s

### 400-Meter-Hürdenlauf
| Platz | Athlet          | Land | Zeit (s) |
| ----- | --------------- | ---- | -------- |
| 1     | Kriss Akabusi   | ENG  | 48,89    |
| 2     | Gideon Yego     | KEN  | 49,25    |
| 3     | John Graham     | CAN  | 50,24    |
| 4     | Leigh Miller    | AUS  | 50,25    |
| 5     | Samuel Matete   | ZAM  | 50,34    |
| 6     | Joseph Maritim  | KEN  | 50,54    |
| 7     | Barnabas Kinyor | KEN  | 50,73    |
| 8     | Lawrence Lynch  | ENG  | 51,51    |
|       | Henry Amike     | NGR  | DQ       |

Finale: 29. Januar

### 3000-Meter-Hindernislauf
| Platz | Athlet           | Land | Zeit (min) |
| ----- | ---------------- | ---- | ---------- |
| 1     | Julius Kariuki   | KEN  | 8:20,64    |
| 2     | Joshua Kipkemboi | KEN  | 8:24,26    |
| 3     | Colin Walker     | ENG  | 8:26,50    |
| 4     | Graeme Fell      | CAN  | 8:27,64    |
| 5     | Shaun Creighton  | AUS  | 8:33,59    |
| 6     | Eddie Wedderburn | ENG  | 8:34,66    |
| 7     | Roger Hackney    | WAL  | 8:36,62    |
| 8     | Peter Renner     | NZL  | 8:38,61    |

28. Januar

### 4-mal-100-Meter-Staffel
| Platz | Land            | Athleten                                                        | Zeit (s) |
| ----- | --------------- | --------------------------------------------------------------- | -------- |
| 1     | England         | Clarence Callender John Regis Marcus Adam Linford Christie      | 38,67    |
| 2     | Nigeria         | Victor Nwankwo Davidson Ezinwa Osmond Ezinwa Abdullahi Tetengi  | 38,85    |
| 3     | Jamaika         | Wayne Watson John Mair Clive Wright Raymond Stewart             | 39,11    |
| 4     | Australien      | Shane Naylor Paul Greene Steve McBain Fred Martin               | 39,25    |
| 5     | Kanada          | Everton Anderson Mike Dwyer Cyprian Enweani Peter Ogilvie       | 39,43    |
| 6     | Schottland      | Elliot Bunney Dave Clark Jamie Henderson Mark Davidson          | 39,61    |
| 7     | Papua-Neuguinea | Ezekiel Wartovo John Hou Emmanuel Mack Takale Tuna              | 40,94    |
| 8     | Gambia          | Abdurahman Jallow Lamin Marikong Abdoulie Janneh Clifford Adams | 41,65    |
| 9     | Neuseeland      | Murray Gutry Gary Henley-Smith Grant Gilbert Dale McClunie      | 44,34    |

### 4-mal-400-Meter-Staffel
| Platz | Land       | Athleten                                                  | Zeit (min) |
| ----- | ---------- | --------------------------------------------------------- | ---------- |
| 1     | Kenia      | Samson Kitur Stephen Mwanzia David Kitur Simon Kipkemboi  | 3:02,48    |
| 2     | Schottland | Mark Davidson Tom McKean David Strang Brian Whittle       | 3:04,68    |
| 3     | Jamaika    | Clive Wright Devon Morris Trevor Graham Howard Burnett    | 3:04,96    |
| 4     | Neuseeland | Darren Dale Andrew Collins Anthony Green Dale McClunie    | 3:06,23    |
| 5     | Kanada     | Mike McLean Steve O’Brien Paul Osland Anton Skerritt      | 3:06,73    |
| 6     | Pakistan   | Bashir Ahmad Muhammad Fayyaz Bahre Karam Muhammad Sadaqat | 3:11,90    |
| 7     | Seychellen | Giovanni Fanny Percy Larame Philip Sinon Joseph Adam      | 3:18,22    |

### Hochsprung
| Platz | Athlet            | Land | Höhe (m) |
| ----- | ----------------- | ---- | -------- |
| 1     | Clarence Saunders | BER  | 2,36     |
| 2     | Dalton Grant      | ENG  | 2,34     |
| 3     | Geoff Parsons     | SCO  | 2,23     |
| 3     | Milton Ottey      | CAN  | 2,23     |
| 5     | Alain Metellus    | CAN  | 2,23     |
| 5     | David Anderson    | AUS  | 2,23     |
| 7     | John Holman       | ENG  | 2,20     |
| 8     | Roger Te Puni     | NZL  | 2,20     |

1. Februar

### Stabhochsprung
| Platz | Athlet          | Land | Höhe (m) |
| ----- | --------------- | ---- | -------- |
| 1     | Simon Arkell    | AUS  | 5,35     |
| 2     | Ian Tullett     | ENG  | 5,25     |
| 3     | Simon Poelman   | NZL  | 5,20     |
| 4     | Neil Honey      | AUS  | 5,20     |
| 5     | Paul Just       | CAN  | 5,10     |
| 6     | Adam Steinhardt | AUS  | 5,10     |
| 7     | Bob Ferguson    | CAN  | 5,10     |
| 7     | Paul Gibbons    | NZL  | 5,10     |

2. Februar

### Weitsprung
| Platz | Athlet             | Land | Weite (m) |
| ----- | ------------------ | ---- | --------- |
| 1     | Yusuf Alli         | NGR  | 8,39 w    |
| 2     | David Culbert      | AUS  | 8,20 w    |
| 3     | Festus Igbinoghene | NGR  | 8,18 w    |
| 4     | Stewart Faulkner   | ENG  | 7,97 w    |
| 5     | Jonathan Moyle     | NZL  | 7,97 w    |
| 6     | Willie Hinchcliff  | NZL  | 7,97 w    |
| 7     | Bruny Surin        | CAN  | 7,85 w    |
| 8     | Glenroy Gilbert    | CAN  | 7,80 w    |

Finale: 1. Februar

### Dreisprung
| Platz | Athlet              | Land | Weite (m) |
| ----- | ------------------- | ---- | --------- |
| 1     | Marios Hadjiandreou | CYP  | 16,95     |
| 2     | Jonathan Edwards    | ENG  | 16,93 w   |
| 3     | Edrick Floréal      | CAN  | 16,89     |
| 4     | John Herbert        | ENG  | 16,65     |
| 5     | Festus Igbinoghene  | NGR  | 16,65 w   |
| 6     | Andrew Murphy       | AUS  | 16,57     |
| 7     | Vernon Samuels      | ENG  | 16,45     |
| 8     | Paul Nioze          | SEY  | 16,25     |

Finale: 3. Februar

### Kugelstoßen
| Platz | Athlet          | Land | Weite (m) |
| ----- | --------------- | ---- | --------- |
| 1     | Simon Williams  | ENG  | 18,54     |
| 2     | Adewale Olukoju | NGR  | 18,48     |
| 3     | Paul Edwards    | WAL  | 18,17     |
| 4     | Werner Reiterer | AUS  | 17,78     |
| 5     | John Minns      | AUS  | 17,49     |
| 6     | Abi Ekoku       | ENG  | 17,45     |
| 7     | Lorne Hilton    | CAN  | 17,06     |
| 8     | Steve Whyte     | SCO  | 17,00     |

3. Februar

### Diskuswurf
| Platz | Athlet          | Land | Weite (m) |
| ----- | --------------- | ---- | --------- |
| 1     | Adewale Olukoju | NGR  | 62,62     |
| 2     | Werner Reiterer | AUS  | 61,56     |
| 3     | Paul Nandapi    | AUS  | 59,94     |
| 4     | Bradley Cooper  | BAH  | 58,98     |
| 5     | Paul Mardle     | ENG  | 58,76     |
| 6     | Ray Lazdins     | CAN  | 57,84     |
| 7     | Graham Savory   | ENG  | 57,44     |
| 8     | Darrin Morris   | SCO  | 56,10     |

2. Februar

### Hammerwurf
| Platz | Athlet          | Land | Weite (m) |
| ----- | --------------- | ---- | --------- |
| 1     | Sean Carlin     | AUS  | 75,66     |
| 2     | Dave Smith      | ENG  | 73,52     |
| 3     | Angus Cooper    | NZL  | 71,26     |
| 4     | Phil Spivey     | AUS  | 70,74     |
| 5     | Phillip Jensen  | NZL  | 68,96     |
| 6     | Paul Head       | ENG  | 68,14     |
| 7     | Peter Baxevanis | AUS  | 68,06     |
| 8     | Shane Peacock   | ENG  | 66,74     |

27. Januar

### Speerwurf
| Platz | Athlet               | Land | Weite (m) |
| ----- | -------------------- | ---- | --------- |
| 1     | Steve Backley        | ENG  | 86,02     |
| 2     | Mick Hill            | ENG  | 83,32     |
| 3     | Gavin Lovegrove      | NZL  | 81,66     |
| 4     | Nigel Bevan          | WAL  | 79,70     |
| 5     | Mike O’Rourke        | NZL  | 79,00     |
| 6     | Mark Roberson        | ENG  | 75,38     |
| 7     | John Stapylton-Smith | NZL  | 72,80     |
| 8     | Justin Arop          | UGA  | 70,74     |

3. Februar

### Zehnkampf
| Platz | Athlet           | Land | Punkte |
| ----- | ---------------- | ---- | ------ |
| 1     | Mike Smith       | CAN  | 8525   |
| 2     | Simon Poelman    | NZL  | 8207   |
| 3     | Eugene Gilkes    | ENG  | 7705   |
| 4     | Alex Kruger      | ENG  | 7663   |
| 5     | Chris Bradshaw   | AUS  | 7402   |
| 6     | Richard Hesketh  | CAN  | 7274   |
| 7     | Garth Peet       | CAN  | 7245   |
| 8     | Duncan Mathieson | SCO  | 7149   |

29. Januar

## Frauen

### 100-Meter-Lauf
| Platz | Athletin          | Land | Zeit (s) |
| ----- | ----------------- | ---- | -------- |
| 1     | Merlene Ottey     | JAM  | 11,02    |
| 2     | Kerry Johnson     | AUS  | 11,17    |
| 3     | Pauline Davis     | BAH  | 11,20    |
| 4     | Stephanie Douglas | ENG  | 11,39    |
| 5     | Sallyanne Short   | WAL  | 11,41    |
| 6     | Briar Toop        | NZL  | 11,46    |
| 7     | Simmone Jacobs    | ENG  | 11,53    |
| 8     | Paula Dunn        | ENG  | 11,55    |
| 9     | Oliver Acii       | UGA  | 11,65    |

Finale: 28. Januar
Wind: 4,4 m/s

### 200-Meter-Lauf
| Platz | Athletin        | Land | Zeit (s) |
| ----- | --------------- | ---- | -------- |
| 1     | Merlene Ottey   | JAM  | 22,76    |
| 2     | Kerry Johnson   | AUS  | 22,88    |
| 3     | Pauline Davis   | BAH  | 23,15    |
| 4     | Jennifer Stoute | ENG  | 23,16    |
| 5     | Paula Dunn      | ENG  | 23,33    |
| 6     | Sallyanne Short | WAL  | 23,35    |
| 7     | Kathy Sambell   | AUS  | 23,56    |
| 8     | Linda Keough    | ENG  | 23,66    |
| 9     | Oliver Acii     | UGA  | 24,14    |

Finale: 1. Februar
Wind: 2,0 m/s

### 400-Meter-Lauf
| Platz | Athletin        | Land | Zeit (s) |
| ----- | --------------- | ---- | -------- |
| 1     | Fatima Yusuf    | NGR  | 51,08    |
| 2     | Linda Keough    | ENG  | 51,63    |
| 3     | Charity Opara   | NGR  | 52,01    |
| 4     | Maree Chapman   | AUS  | 52,68    |
| 5     | Jennifer Stoute | ENG  | 53,44    |
| 6     | Angela Piggford | ENG  | 53,45    |
| 7     | Gail Harris     | CAN  | 54,24    |
| 8     | Cheryl Allen    | CAN  | 54,36    |
| 9     | Mercy Addy      | GHA  | 57,01    |

Finale: 28. Januar

### 800-Meter-Lauf
| Platz | Athletin           | Land | Zeit (min) |
| ----- | ------------------ | ---- | ---------- |
| 1     | Diane Edwards      | ENG  | 2:00,25    |
| 2     | Ann Williams       | ENG  | 2:00,40    |
| 3     | Sharon Stewart     | AUS  | 2:00,87    |
| 4     | Wendy Old          | AUS  | 2:01,70    |
| 5     | Lorraine Baker     | ENG  | 2:01,77    |
| 6     | Gail Luke          | AUS  | 2:02,71    |
| 7     | Nicola Knapp       | CAN  | 2:03,79    |
| 8     | Brit Lind-Petersen | CAN  | 2:07,40    |
| 9     | Toni Hodgkinson    | NZL  | 2:09,11    |

Finale: 1. Februar

### 1500-Meter-Lauf
| Platz | Athletin             | Land | Zeit (min) |
| ----- | -------------------- | ---- | ---------- |
| 1     | Angela Chalmers      | CAN  | 4:08,41    |
| 2     | Christina Cahill     | ENG  | 4:08,75    |
| 3     | Bev Nicholson        | ENG  | 4:09,00    |
| 4     | Yvonne Murray        | SCO  | 4:09,54    |
| 5     | Lynne MacIntyre      | SCO  | 4:09,75    |
| 6     | Debbie Bowker        | CAN  | 4:11,20    |
| 7     | Michelle Baumgartner | AUS  | 4:12,74    |
| 8     | Shireen Bailey       | ENG  | 4:13,31    |

Finale: 3. Februar

### 3000-Meter-Lauf
| Platz | Athletin          | Land | Zeit (min) |
| ----- | ----------------- | ---- | ---------- |
| 1     | Angela Chalmers   | CAN  | 8:38,38    |
| 2     | Yvonne Murray     | SCO  | 8:39,46    |
| 3     | Liz McColgan      | SCO  | 8:47,66    |
| 4     | Karen Hutcheson   | SCO  | 8:48,72    |
| 5     | Carolyn Schuwalow | AUS  | 8:53,89    |
| 6     | Ruth Partridge    | ENG  | 8:59,77    |
| 7     | Leah Pells        | CAN  | 9:02,29    |
| 8     | Jenny Lund        | AUS  | 9:03,43    |

28. Januar

### 10.000-Meter-Lauf
| Platz | Athletin         | Land | Zeit (min) |
| ----- | ---------------- | ---- | ---------- |
| 1     | Liz McColgan     | SCO  | 32:23,56   |
| 2     | Jill Hunter      | ENG  | 32:33,21   |
| 3     | Barbara Moore    | NZL  | 32:44,73   |
| 4     | Carole Rouillard | CAN  | 32:49,36   |
| 5     | Jane Ngotho      | KEN  | 32:54,20   |
| 6     | Susan Hobson     | AUS  | 32:54,92   |
| 7     | Jenny Lund       | AUS  | 32:58,68   |
| 8     | Jane Shields     | ENG  | 32:59,42   |

2. Februar

### Marathon
| Platz | Athletin        | Land | Zeit (h) |
| ----- | --------------- | ---- | -------- |
| 1     | Lisa Martin     | AUS  | 2:25:28  |
| 2     | Tani Ruckle     | AUS  | 2:33:15  |
| 3     | Angie Pain      | ENG  | 2:36:35  |
| 4     | Sally Ellis     | ENG  | 2:37:46  |
| 5     | Debbie Noy      | ENG  | 2:39:01  |
| 6     | Andri Avraam    | CYP  | 2:39:19  |
| 7     | Helen Moros     | NZL  | 2:39:36  |
| 8     | Odette Lapierre | CAN  | 2:41:36  |

31. Januar

### 10 km Gehen
| Platz | Athletin           | Land | Zeit (min) |
| ----- | ------------------ | ---- | ---------- |
| 1     | Kerry Saxby        | AUS  | 45:03      |
| 2     | Anne Maree Judkins | NZL  | 47:03      |
| 3     | Lisa Langford      | ENG  | 47:23      |
| 4     | Lorraine Jachno    | AUS  | 47:35      |
| 5     | Janice McCaffrey   | CAN  | 48:26      |
| 6     | Bev Hayman         | AUS  | 48:50      |
| 7     | Helen Elleker      | ENG  | 49:51      |
| 8     | Alison Baker       | CAN  | 50:54      |

2. Februar
Erstmals gab es bei den Frauen einen Wettbewerb im Gehen.

### 100-Meter-Hürdenlauf
| Platz | Athletin          | Land | Zeit (s) |
| ----- | ----------------- | ---- | -------- |
| 1     | Kay Morley        | WAL  | 12,91    |
| 2     | Sally Gunnell     | ENG  | 13,12    |
| 3     | Lesley-Ann Skeete | ENG  | 13,31    |
| 4     | Jane Flemming     | AUS  | 13,37    |
| 5     | Glynis Cearns     | AUS  | 13,47    |
| 6     | Jenny Laurendet   | AUS  | 13,52    |
| 7     | Judith Robinson   | NIR  | 13,55    |
| 8     | Helen Pirovano    | NZL  | 13,61    |
|       | Louise Fraser     | ENG  | DQ       |

Finale: 2. Februar
Wind: 1,8 m/s

### 400-Meter-Hürdenlauf
| Platz | Athletin             | Land | Zeit (s) |
| ----- | -------------------- | ---- | -------- |
| 1     | Sally Gunnell        | ENG  | 55,38    |
| 2     | Debbie Flintoff-King | AUS  | 56,00    |
| 3     | Jenny Laurendet      | AUS  | 56,74    |
| 4     | Wendy Cearns         | ENG  | 57,53    |
| 5     | Elaine McLaughlin    | NIR  | 57,54    |
| 6     | Lorraine Hanson      | ENG  | 57,58    |
| 7     | Rosey Edeh           | CAN  | 57,86    |
| 8     | Donalda Duprey       | CAN  | 58,31    |
| 9     | Rose Tata-Muya       | KEN  | 59,93    |

Finale: 29. Januar

### 4-mal-100-Meter-Staffel
| Platz | Land       | Athletinnen                                                 | Zeit (s) |
| ----- | ---------- | ----------------------------------------------------------- | -------- |
| 1     | Australien | Cathy Freeman Kathy Sambell Monique Dunstan Kerry Johnson   | 43,87    |
| 2     | England    | Stephanie Douglas Jennifer Stoute Simmone Jacobs Paula Dunn | 44,15    |
| 3     | Nigeria    | Beatrice Utondu Fatima Yusuf Charity Opara Chioma Ajunwa    | 44,67    |
| 4     | Neuseeland | Helen Pirovano Michelle Seymour Jayne Moffitt Bev Peterson  | 44,77    |
|       | Kanada     | France Gareau Nadine Halliday Keturah Anderson Stacey Bowen | DQ       |

### 4-mal-400-Meter-Staffel
| Platz | Land       | Athletinnen                                                     | Zeit (min) |
| ----- | ---------- | --------------------------------------------------------------- | ---------- |
| 1     | England    | Angela Piggford Jennifer Stoute Sally Gunnell Linda Keough      | 3:28,08    |
| 2     | Australien | Maree Holland Sharon Stewart Susan Andrews Debbie Flintoff-King | 3:30,74    |
| 3     | Kanada     | Rosey Edeh France Gareau Cheryl Allen Gail Harris               | 3:33,26    |
| 4     | Neuseeland | Jayne Moffitt Jill Cockram Toni Hodgkinson Carlene Dillimore    | 3:39,64    |

### Hochsprung
| Platz | Athletin       | Land | Höhe (m) |
| ----- | -------------- | ---- | -------- |
| 1     | Tania Murray   | NZL  | 1,88     |
| 2     | Janet Boyle    | NIR  | 1,88     |
| 3     | Tracy Phillips | NZL  | 1,88     |
| 4     | Trudy Woodhead | NZL  | 1,88     |
| 4     | Vanessa Ward   | AUS  | 1,88     |
| 6     | Jenny Talbot   | AUS  | 1,88     |
| 7     | Deann Bopf     | AUS  | 1,85     |
| 8     | Leslie Estwick | CAN  | 1,85     |

2. Februar 

### Weitsprung
| Platz | Athletin         | Land | Weite (m) |
| ----- | ---------------- | ---- | --------- |
| 1     | Jane Flemming    | AUS  | 6,78      |
| 2     | Beatrice Utondu  | NGR  | 6,65 w    |
| 3     | Fiona May        | ENG  | 6,55      |
| 4     | Chioma Ajunwa    | NGR  | 6,48      |
| 5     | Jayne Moffitt    | NZL  | 6,46      |
| 6     | Shonel Ferguson  | BAH  | 6,41 w    |
| 7     | Mary Berkeley    | ENG  | 6,33 w    |
| 8     | Sandra Priestley | AUS  | 6,32      |

2. Februar

### Kugelstoßen
| Platz | Athletin             | Land | Weite (m) |
| ----- | -------------------- | ---- | --------- |
| 1     | Myrtle Augee         | ENG  | 18,48     |
| 2     | Judy Oakes           | ENG  | 18,43     |
| 3     | Yvonne Hanson-Nortey | ENG  | 16,00     |
| 4     | Melody Torcolacci    | CAN  | 15,49     |
| 5     | Nicole Carkeek       | AUS  | 15,13     |
| 6     | Christine King       | NZL  | 14,40     |
| 7     | Jan Maxwell          | NZL  | 14,09     |

29. Januar

### Diskuswurf
| Platz | Athletin             | Land | Weite (m) |
| ----- | -------------------- | ---- | --------- |
| 1     | Lisa-Marie Vizaniari | AUS  | 56,38     |
| 2     | Jackie McKernan      | NIR  | 54,86     |
| 3     | Astra Vitols         | AUS  | 53,84     |
| 4     | Elizabeth Ryan       | NZL  | 53,70     |
| 5     | Janette Picton       | ENG  | 53,14     |
| 6     | Jane Aucott          | ENG  | 52,20     |
| 7     | Vanessa French       | AUS  | 51,20     |
| 8     | Sharon Andrews       | ENG  | 51,18     |

28. Januar

### Speerwurf
| Platz | Athletin        | Land | Weite (m) |
| ----- | --------------- | ---- | --------- |
| 1     | Tessa Sanderson | ENG  | 65,72     |
| 2     | Sue Howland     | AUS  | 61,18     |
| 3     | Kate Farrow     | AUS  | 58,98     |
| 4     | Sharon Gibson   | ENG  | 57,26     |
| 5     | Nicola Emblem   | SCO  | 56,96     |
| 6     | Caroline White  | WAL  | 55,18     |
| 7     | Kaye Nordstrom  | NZL  | 53,52     |
| 8     | Kirsten Smith   | NZL  | 52,34     |

1. Februar

### Siebenkampf
| Platz | Athletin               | Land | Punkte |
| ----- | ---------------------- | ---- | ------ |
| 1     | Jane Flemming          | AUS  | 6695   |
| 2     | Sharon Jaklofsky-Smith | AUS  | 6115   |
| 3     | Judy Simpson           | ENG  | 6085   |
| 4     | Joanne Mulliner        | ENG  | 5913   |
| 5     | Joanne Henry           | NZL  | 5764   |
| 6     | Jocelyn Millar-Cubit   | AUS  | 5762   |
| 7     | Catherine Bond         | CAN  | 5760   |
| 8     | Donna Smellie          | CAN  | 5584   |

28. Januar